# Lucy Stone
Pour les articles homonymes, voir Stone.
Lucy Stone, née le 13 août 1818 à West Brookfield dans le Massachusetts et morte le 19 octobre 1893 à Boston , est une féministe et abolitionniste américaine. En 1839, elle est la première femme du Massachusetts à obtenir un grade universitaire. Elle est en outre la première femme américaine à conserver son nom de naissance après son mariage.

## Biographie

### Enfance, études et influences politiques

#### Enfance
Lucy Stone est née le 13 août 1818 dans la ferme familiale, située à West Brookfield dans le Massachusetts. Huitième d’une famille de neuf enfants, elle grandit dans une exploitation modeste, sur laquelle régnait d’une main de fer son père, Francis Stone, un homme au tempérament colérique, qui abusait fréquemment du cidre. Les enfants de la famille participèrent très tôt à l’économie familiale.
La famille tirait un revenu modeste mais régulier de la vente de fromages et de chaussures. Le père de Lucy tenait cependant fermement liés les cordons de la bourse familiale, ce qui obligeait régulièrement sa femme Hannah à le supplier pour qu'il daigne donner l'argent nécessaire aux dépenses quotidiennes de la famille. La mainmise du maître de maison sur les ressources familiales l’amenait parfois à voler quelques pièces ou à vendre un fromage hors de sa vue. Lucy n’était pas sans souffrir de voir le subterfuge nécessaire à sa mère pour entretenir son foyer.

#### Étudiante et enseignante
À l’âge de seize ans, Stone commença à enseigner dans le village voisin de New Braintree afin d'augmenter les revenus de sa famille. En 1837, elle remplaça un professeur à Paxton mais fut payée moins de la moitié du salaire de l’ancien titulaire. Elle protesta et obtint finalement la somme de 16 $ par mois, soit plus que le revenu moyen d’une femme mais toujours moins qu’un homme remplissant la même tâche.
Au début de l’année 1838, Stone choisit de suivre les cours du Mount Holyoke Female Seminary, tenu par Mary Lyon à South Hadley. Elle paya non seulement les frais de scolarité et de pension, mais elle fut également contrainte par son père de signer un billet à ordre la contraignant à le dédommager du revenu qu’elle aurait rapporté à sa famille si elle avait continué à enseigner. À Mount Holyoke, Stone étudia l’algèbre, la logique, la géographie, la littérature, les bonnes manières ; en revanche, l’école n’offrait pas de cours de latin ou de grec. C’est à cette période que ses frères aînés lui firent découvrir le Liberator, le journal abolitionniste de William Lloyd Garrison. La publication, qui défendait une abolition immédiate et sans condition de l'esclavage, était loin de faire l’unanimité parmi la population et Mary Lyon la tança pour en avoir déposé un exemplaire sur la table du salon du séminaire : « l’esclavage est une question d’une grande importance », lui dit-elle, « et une question sur laquelle les meilleurs esprits sont divisés ».

#### La parole publique des femmes
Stone ne fréquenta pas très longtemps les salles de cours de Mary Lyon. En mars 1838, elle fut rappelée à la maison pour assister aux funérailles de sa sœur Eliza, morte dans sa vingt-neuvième année. Dédaignant reprendre le chemin de l’école, elle s’installa dans la maison de sa sœur défunte pour prendre soin de ses deux petites nièces. À l’été 1838, elle prit un poste de professeur, remboursa son père et suivit des cours de latin, de grammaire et de mathématiques dispensés par Alfred Bartlett, un étudiant en théologie, admirateurs des sœurs Angelina et Sarah Grimké, deux abolitionnistes venues du Sud qui avaient fait scandale en s’exprimant en public malgré l’interdit tacite qui tenait les femmes éloignées des estrades au nom du respect des convenances. Stone lut les discours prononcés par les deux sœurs dans lesquels elles comparaient la situation des femmes avec le sort réservé aux esclaves et prit la résolution de ne jamais appeler un homme du nom de « maître ».
Elle aussi inspirée par les sœurs Grimké, Abby Kelley s’essaya aux harangues publiques contre l’esclavage, notamment auprès des communautés religieuses protestantes. En réponse, des responsables de l’Église congrégationaliste publièrent une lettre pastorale qui interdisait l’usage de la chaire pour les discours abolitionnistes, en particulier les discours délivrés par les femmes. Le document concernait au premier chef Stone qui était alors membre de l'Église congrégationaliste de West Brookfield. Il produisit cependant l’effet inverse sur la jeune femme, qui se montra au contraire déterminée à exprimer ce qu’elle avait à dire en public, « et d'autant plus en raison de cette lettre pastorale ». Elle eut peu de temps à attendre avant de pouvoir mettre sa résolution en pratique.
En violation de la lettre pastorale, un jeune diacre de l'Église invita Abby Kelley à s’adresser à la congrégation au sujet de l’esclavage. Parmi l’assistance nombreuse qu’avait attirée la venue de l’oratrice controversée figurait la famille Stone au complet. Une réunion des membres de l’église fut appelée peu après pour juger du comportement du diacre rebelle ; à cette occasion, Stone leva la main pour voter contre toute punition. Le pasteur décompta cependant son vote, en déclarant que, si Stone était bien membre de l’église, elle n’en était un membre « votant ». Cet épisode rendit Stone furieuse et aiguisa encore son intérêt pour la cause du droit de vote des femmes.

#### Préparation pour l'Oberlin College
De novembre 1838 à août 1843, Stone continua à enseigner et, quand son travail lui en laissait le loisir, à étudier dans les écoles privées comme le séminaire Quaboag et l’académie Wilbraham. Un nouveau décès, celui de sa sœur Rhoda en juillet 1839, la tint près de sa mère en deuil. Pendant cette période, la lecture régulière du Liberator de Garrison lui permit de constater la division croissance de l’American anti-slavery society entre les partisans d’une participation accrue des femmes dans l'organisation et ceux qui entendaient y mettre un frein. En 1840, au plus fort de la polémique qui allait entraîner la scission du mouvement abolitionniste, elle écrivit à son frère qu’une nouvelle faction espérait « écraser William Lloyd Garrison et les femmes. Alors qu’ils « prétendent » s’efforcer de supprimer le joug de la servitude basée sur la couleur, ils rassemblent en réalité toutes les énergies pour river de plus en plus fermement les chaînes qui ont toujours été attachées au cou de la femme ».
Stone étudia la grammaire grecque et latine et lut Virgile et Sophocle à Quaboag en 1842. Elle économisa de l’argent et se prépara pour les examens d’entrée de l'Oberlin College, le premier établissement d’enseignement supérieur américain à avoir admis des Afro-Américains (1835) et des femmes (1837) ; le voyage vers l’Ouest était déjà une épreuve pour la jeune fille qui n’était jamais éloignée à plus de 32 kilomètres de chez elle.

### Études universitaires
Au début du mois d'août 1843, alors qu'elle était sur le point d'avoir vingt-cinq ans, Stone intégra l'Oberlin College. Elle y entrait convaincue que les femmes devaient pouvoir voter, s'exprimer librement en public, occuper toutes les professions au même titre que les hommes et assumer des fonctions politiques. Bien que d'orientation progressiste, l'Oberlin College ne partageait pas ses opinions. Pendant sa première année à Oberlin, Stone souffrit de maux de tête sévères, bien qu'elle fût par ailleurs en excellente santé. Lorsqu'elle se mit à enlever son chapeau pour soulager sa douleur lors des sermons dominicaux, elle fut priée de s'asseoir au dernier rang afin que personne ne puisse voir sa tête nue, ce qui était considéré comme indécent dans une église.
Dans sa troisième année à Oberlin, Stone se lia d'amitié avec Antoinette Brown, une abolitionniste et suffragiste qui avait intégré Oberlin en 1845 pour devenir pasteur, une fonction dont les femmes était jusqu'alors écartées. Stone et Brown épousèrent deux frères abolitionnistes et devinrent ainsi belles-sœurs.
Stone et Brown assistaient toutes deux aux cours de rhétorique dispensés par le college, mais les femmes n'étant pas autorisées à parler en public, sous prétexte de passages de la Bible qui l'interdisaient, étudier la rhétorique se limitait pour elles à écouter les hommes débattre entre eux. Stone connaissait suffisamment l'hébreu et le grec pour lire la Bible dans une forme plus ancienne que celle qui était enseignée en langue anglaise et en avait conclu que la Bible était «favorable aux femmes » (friendly to women). Stone et Brown avaient l'intention de parler en public après l'obtention de leur diplôme, et parvinrent à convaincre le professeur James A. Thome, le chef du département des études, un libéral qui avait libéré ses esclaves, de les laisser débattre l'une avec l'autre. La session connut un grand succès public et le débat fut jugé « exceptionnellement brillant » mais provoqua la réaction du Ladies' Board of Managers, l'autorité chargée du contrôle des activités des étudiantes qui était composée des femmes des professeurs. À sa demande, le college mit fin à toute expérimentation de ce genre. Stone et Brown persévèrent toutefois en créant une société de débats pour les femmes qui se réunissait clandestinement dans les bois des environs, en postant des sentinelles pour monter la garde. Hannah Tracy Cutler (en), une étudiante qui prenait part à ses joutes verbales clandestines, se lia durablement avec Stone.
Le premier discours public de Stone fut donné à l'invitation d'une société abolitionniste locale en célébration de l'anniversaire de l'abolition de l'esclavage dans les colonies britanniques. Pendant trois semaines, Stone prépara son intervention, tout en souffrant de sévères migraines. Le 1er août 1846, elle prit place parmi les hommes sur l'estrade et s'exprima avec vigueur. Sa prestation ne passa pas inaperçue et lui valut d'être convoquée devant le Ladies' Board pour avoir violé le principe selon lequel une femme ne devait pas d'exprimer devant un auditoire mixte. Elle se défendit en affirmant que les femmes ne devait pas agir de manière timorée ou se comporter comme des ladies (ladylike) au risque d'accréditer l'idée que les femmes ne voulaient pas parler en public alors qu'en vérité elles en étaient empêchées par les hommes.
Au cours de l'automne et l'hiver de 1846-1847, Stone révéla par courrier à sa famille son intention de mener une vie de conférencière. Tous tentèrent de l'en dissuader, et l'incitèrent à poursuivre sa voie dans l'enseignement ; si elle devait persévérer, tous souhaitaient qu'elles s'éloignent loin du Massachusetts. Stone défendit ses choix en ces termes dans une lettre adressée à sa mère en mars 1847 : « Je ne deviendrais sûrement pas oratrice si je cherchais une vie facile... Je ne veux pas plaider seulement pour les esclaves, mais pour l'humanité qui souffre où qu'elle soit. Avant toute chose, je veux travailler pour l'élévation de mon sexe ».
En juin 1847, après avoir passé quatre ans au collège Oberlin, tout en enseignant, reprisant des vêtements et nettoyant des maisons pour payer les frais de scolarité et de logement, Lucy Stone fut diplômée avec les honneurs.

### Militantisme
Après avoir reçu son diplôme, Stone rentra dans le Massachusetts où elle reprit l'enseignement afin de rembourser plusieurs prêts. En octobre 1847, elle s'exprima à l’invitation de son frère, Bowman Stone, dans son église et donna à cette occasion son premier discours public sur le sujet des droits des femmes, « The Province of Women ».
Son éloquence en faveur de l’abolition de l'esclavage fut remarquée au début de l’année 1847 par William Lloyd Garrison qui lui proposa peu après de devenir un agent de l’American anti-slavery society. Elle accepta et fut embauchée au début de 1848 au salaire de 6 dollars par semaine par Garrison et Wendell Phillips comme conférencière et organisatrice de la principale société abolitionniste américaine. En 1848, alors qu’elle marchait dans le Boston Common, Stone s’arrêta pour admirer L'Esclave grecque, une statue d'Hiram Powers et fondit en larmes, émue par le symbole de l’oppression des femmes qu'incarnait pour elle la statue. À compter de ce jour, elle inclut dans ses discours la question des droits des femmes, provoquant la réprobation de ses employeurs. Lorsque Samuel Joseph May (en)lui demanda d’arrêter de mêler les revendications en faveur des femmes à ses interventions publiques, elle prit le temps de réfléchir avant de conclure qu’il était préférable qu’elle quitte la Société au motif qu’elle était « une femme avant d’être une abolitionniste » et qu’elle se sentait le devoir de « parler pour les femmes ». Répugnant à perdre une oratrice de talent, May lui offrit 4 dollars pour parler d’abolition le week-end, ce qui lui permettrait de parler librement des droits des femmes pendant la semaine. Elle accepta le compromis.

### Réforme vestimentaire
À l’été 1852, Stone se rendit au domicile d’Elizabeth Cady Stanton à Seneca Falls, qui faisait figure, à la suite de la convention de Seneca Falls, d'épicentre du mouvement pour le droit des femmes ; c’est à cette occasion qu’elle rencontra pour la première fois Stanton, Susan B. Anthony et Amelia Bloomer. Lors de cette réunion, organisée sous les auspices d'Horace Greeley, Stone put admirer le bloomer, la culotte bouffante dont Bloomer s'était faite l'avocate depuis 1850 en vantant la liberté de mouvement nouvelle qu'elle offrait aux femmes et ses avantages en matière d'hygiène. Le vêtement emblématique de la réforme vestimentaire, permettait aux femmes de travailler plus librement, et notamment de porter des objets dans les escaliers plutôt que d'utiliser leurs deux mains pour soulever leurs robes. De retour chez elle, Stone acheta de la soie noire et tailla son propre bloomer, délaissant toute parure féminine telle que la dentelle.
Pour de nombreux leaders abolitionnistes, les bloomers portés par Stone focalisaient l'attention au détriment de la lutte contre l'esclavage, et certains d'entre eux étaient tentés de lui imposer d'abandonner ce nouveau vêtement. Wendell Phillips prit toutefois sa défense et Stone put continuer à porter le bloomer. Bientôt imitée par Anthony, la jeune femme rompit encore un peu plus avec les normes de genre de son époque en se faisant couper les cheveux au carré. On estime à une centaine environ le nombre de femmes à avoir adopté la mode du bloomer. Une pression sociale intense s'exerçait contre ces audacieuses. Les hommes et les jeunes garçons suivaient ainsi Stone dans la rue, s'installaient près d'elle quand elle s'asseyait et l'insultaient ou l'assaillaient de plaisanteries grossières. Stone disait ainsi qu'elle n'avait jamais connu de plus grand confort physique mais aussi de plus grand inconfort moral que lorsqu'elle portait un bloomer.
Lucy Stone contribue au journal « The Sibyl :A Review of the Tastes, Errors and Fashions of Society » édité par Lydia Sayer Hasbrouck et considéré comme l'organe de la National Dress Reform Association,.

### Mouvement de tempérance
Stone s’engagea dans le mouvement pour la tempérance qui réunissait alors une large partie des partisans d’une réforme morale de la société. Pour Stone, la tempérance était un tremplin qui devait permettre de conquérir de nouveaux droits pour les femmes. Elle défendait notamment l’idée que les femmes devraient pouvoir demander le divorce si leur mari était un alcoolique. Sur ce point, Stone se montrait plus radicale que Susan B. Anthony qui proposait seulement qu’une séparation légale provisoire puisse être prononcée entre un mari alcoolique et ses femmes et enfants, afin de permettre au mari de faire amende honorable et de se rétablir.
Stone était invitée à prendre la parole dans les meetings de promotion de la tempérance parce que Stanton et Anthony étaient également impliquées dans le mouvement et que sa meilleure amie « Nettie » Brown, nommée pasteur au printemps 1853, prêchait contre l’abus d’alcool. Cependant beaucoup des activistes masculins pour la tempérance n'étaient pas disposés à permettre aux militants des droits des femmes de prendre la parole lors de leurs réunions, au prétexte qu’elles étaient « là tout exprès pour déranger ».
Le conflit latent éclata lors de la World's Temperance Convention, organisée à New York en mai 1853. La convention achoppe sur la question de la représentation des femmes au sein du Business Committee, sorte de comité directeur de la manifestation : le nom de Lucy Stone est avancé avec celui d’Anthony pour en faire partie. Devant le refus du président de la réunion d’accéder à cette demande, Thomas Wentworth Higginson provoque la scission des supporters des femmes qui se réunissent finalement à quelques rues de là, dans l’institut de cure thermale du docteur Trall.
Des accrochages encore plus virulents étaient attendus lors de la convention régionale des droits de la femme qui suivit au milieu du mois de septembre 1853. Stone participa à son organisation et à sa promotion. Elle devait y intervenir en compagnie de plusieurs autres militants. Trois mille personnes s’acquittèrent des douze cents et demi pour entrer dans l’église située à Broadway qui accueillait l’événement. Des groupes d’hommes hostiles aux droits de la femme entretenaient un vacarme permanent qui rendait impossible toute intervention. Malgré les demandes d’ajournement en provenance de certaines militantes, la présidente Lucretia Mott refusa toute annulation. Stone monta sur l’estrade, le silence se faisant au fur et à mesure qu’elle parlait. Pour désarmer les critiques, elle commença par vanter les qualités domestiques des femmes. Elle continua par une description des qualités similaires des femmes qui entraient dans des professions autrefois exclusivement masculines. Après son discours, la foule reprit ses hurlements et aucune autre intervention ne put être entendue.

### Associations pour le droit de vote des femmes
Lucy Stone et Abby Kelley ont dirigé la New England Woman Suffrage Association, qui était basée sur l'argument des droits naturels utilisé par des abolitionnistes, avec le soutien de Julia Ward Howe, Louisa May Alcott, Thomas Wentworth Higginson et William Lloyd Garrison. Le groupe s'est élargi pour devenir l'American Woman Suffrage Association, et après une vingtaine d'années d'activités parallèle à celles de la National Woman Suffrage Association de Susan B. Anthony et Elizabeth Cady Stanton, dont l'action reposait sur la supposition d'un patriarcat social, les deux organisations ont fusionné dans les années 1890.

## Hommages
- Elle est inscrite au National Women's Hall of Fame.
- Une rue de Nantes porte son nom[33].

## Pour approfondir

#### Notices dans des encyclopédies et manuels de références
- (en-US) Suzanne Michele Bourgoin (dir.), Encyclopedia of World Biography, vol. 14 : Schiele-Stuart, Detroit, Michigan, Gale Research, 1997, 516 p. (ISBN 9780787622213, lire en ligne), p. 471-472,
- (en-US) John A. Garraty (dir.), American National Biography, vol. 20 : Simms - Stratemeyer, New York, Oxford University Press, USA, 1999, 924 p. (ISBN 9780195127997, lire en ligne), p. 863-864,
- (en-US) Suzanne O'Dea Schenken, From Suffrage to the Senate : An Encyclopedia of American Women in Politics, vol. 2 : N-Z, Santa Barbara, Californie, ABC-CLIO, 1999, 504 p. (ISBN 9780874369601, lire en ligne). ,
- (en-US) Kristina Dumbeck, History Makers - Leaders of Women's Suffrage, San Diego, Californie, Lucent Books, 2001, 115 p. (ISBN 9781560063674, lire en ligne), p. 47-58,
- (en-US) Anne Commire (dir.) et Deborah Klezmer (dir.), Women in World History, vol. 14 : Shul - Sui, Waterford, Connecticut, Yorkin Publications & Gale Research, 2001, 927 p. (ISBN 9780787640736, lire en ligne), p. 842-848,
- (en-US) Helen Rappaport, Encyclopedia of Women Social Reformers, vol. 2 : M-Z, Santa Barbara, Californie, ABC-CLIO, 2001, 891 p. (ISBN 9781576071014, lire en ligne), p. 676-678,

#### Essais et biographies
- (en-US) Alice Stone Blackwell (préf. Randolph Hollinghurst), Lucy Stone : Pioneer Woman Suffragist, Boston, Massachusetts, Little, Brown and Company (réimpr. 2001, 2007, 2010) (1re éd. 1930), 354 p. (ISBN 9781163157831, lire en ligne). ,
- (en-US) Elinor Rice Hays, Morning Star A Biography Of Lucy Stone 1818 1893, New York, Harcourt, Brace & World (réimpr. 2011) (1re éd. 1961), 292 p. (ISBN 9781179374819, lire en ligne). ,
- (en-US) Andrea Moore Kerr, Lucy Stone : Speaking Out for Equality, New Brunswick, New Jersey, Rutgers University Press, 1992, 324 p. (ISBN 9780813518596, lire en ligne). ,
- (en-US) Joelle Million, Woman's Voice, Woman's Place : Lucy Stone and the Birth of the Woman's Rights Movement, Westport, Connecticut, Praeger, 2003, 368 p. (ISBN 9780275978778, lire en ligne),
- (en-US) Sally G. McMillen, Lucy Stone : An Unapologetic Life, New York, Oxford University Press, 2015, 368 p. (ISBN 9780199778393, lire en ligne),